# Willy T. Ribbs
William Theodore Ribbs Jr., né le 3 janvier 1955 à San José (Californie), est un pilote automobile américain. Il est connu pour être le premier afro-américain à avoir piloté une Formule 1 lors d'essais privés avec Brabham en 1986, et à avoir pris part aux 500 miles d'Indianapolis, en 1991 et 1993.

## Biographie
Issu d'une famille modeste de San José, en Californie, Willy T. Ribbs est le fils de William "Bunny" Ribbs, Sr., pilote automobile amateur. Rapidement attiré par ce milieu, il décide à l'âge de 21 ans d'intégrer une école de course, puis de quitter son pays pour tenter sa chance au Royaume-Uni en 1977. Là-bas, il y remporte le championnat de Formula Ford 1600 dès sa première année. Mais, sans proposition intéressante pour continuer sa carrière en Europe, il retourne aux États-Unis dès 1978, pour courir en Formula Altlantic.
Cette même année, le président du Charlotte Motor Speedway Humpy Wheeler propose à Willy T. Ribbs de participer à une manche de NASCAR Winston Cup, le World 600. En tant que promoteur de la course, son objectif est d'attirer un public noir grâce à Ribbs. Finalement, manquant d'expérience et arrêté par la police alors qu'il roule à contresens dans les rues de Charlotte, il ne dispute pas la course est remplacé par Dale Earnhardt, futur septuple champion de NASCAR.

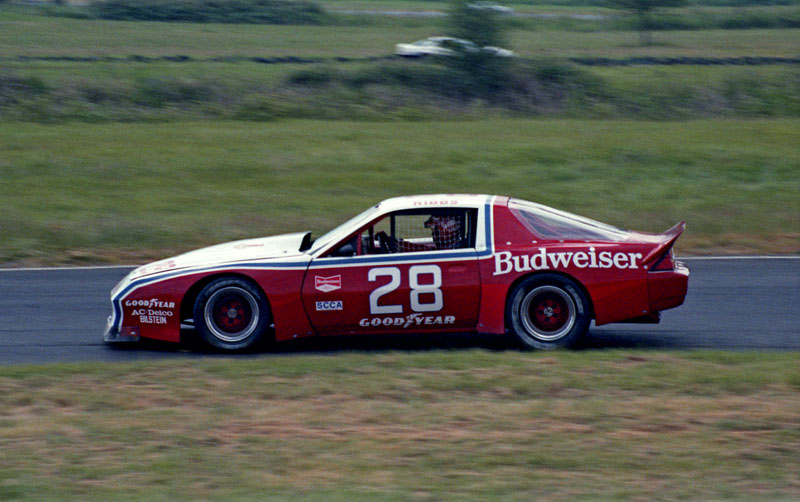
Willy T. Ribbs en 1983.

En 1983, Willy T. Ribbs s'engage en Trans-Am Series, où il pilote une Chevrolet Camaro de DeAtley Motorsports, sponsorisée par Budweiser. En concurrence pour le titre avec son équipier l'ancien pilote de Formule 1 David Hobbs, Ribbs remporte cinq courses et devient vice-champion derrière Hobbs. Il change d'écurie en 1984 et pilote désormais une Mercury Capri. Avec quatre succès, il termine troisième du championnat.
Willy T. Ribbs tente de participer aux 500 miles d'Indianapolis 1985, aidé par le promoteur de boxe Don King qui attire le sponsor Miller Brewing Company. Pendant les essais, sa vitesse de pointe ne dépasse pas les 170 Mille par heure. Soupçonnant un sabotage de sa voiture par son équipe, qu'il n'hésite pas à accuser de racisme, il décide de déclarer forfait.
En 1986, après un court passage en NASCAR, l'écurie de Formule 1 Brabham Racing Organisation convie Ribbs à participer à des essais sur le circuit d'Estoril au Portugal. Au volant de la Brabham BT55, il devient alors le premier pilote noir à piloter une Formule 1. Satisfait de sa performance, Bernie Ecclestone envisage de lui offrir un contrat, pensant au coup médiatique historique que cette signature engendrerait. Toutefois, l'un des sponsors italien de Brabham, Olivetti, exige la titularisation d'un pilote italien. Brabham engage donc Elio de Angelis. 
Son héros d'enfance, Dan Gurney, lui propose alors de piloter une Toyota Celica de son écurie dans le IMSA GT. Ribbs termine cinquième du championnat en 1987 et troisième en 1988, avec six victoires en deux ans.
Le très populaire humoriste Bill Cosby, producteur du Cosby Show, décide en 1990 de soutenir financièrement la carrière de Willy T. Ribbs. Ce soutien permet à ce dernier de s'engager en CART, où il obtient un top 10 à Vancouver. Lors de cette même course, il se fait malheureusement remarquer en renversant un commissaire de piste, venu porter assistance à une autre monoplace avec ses collègues. Le commissaire décède de ses blessures.

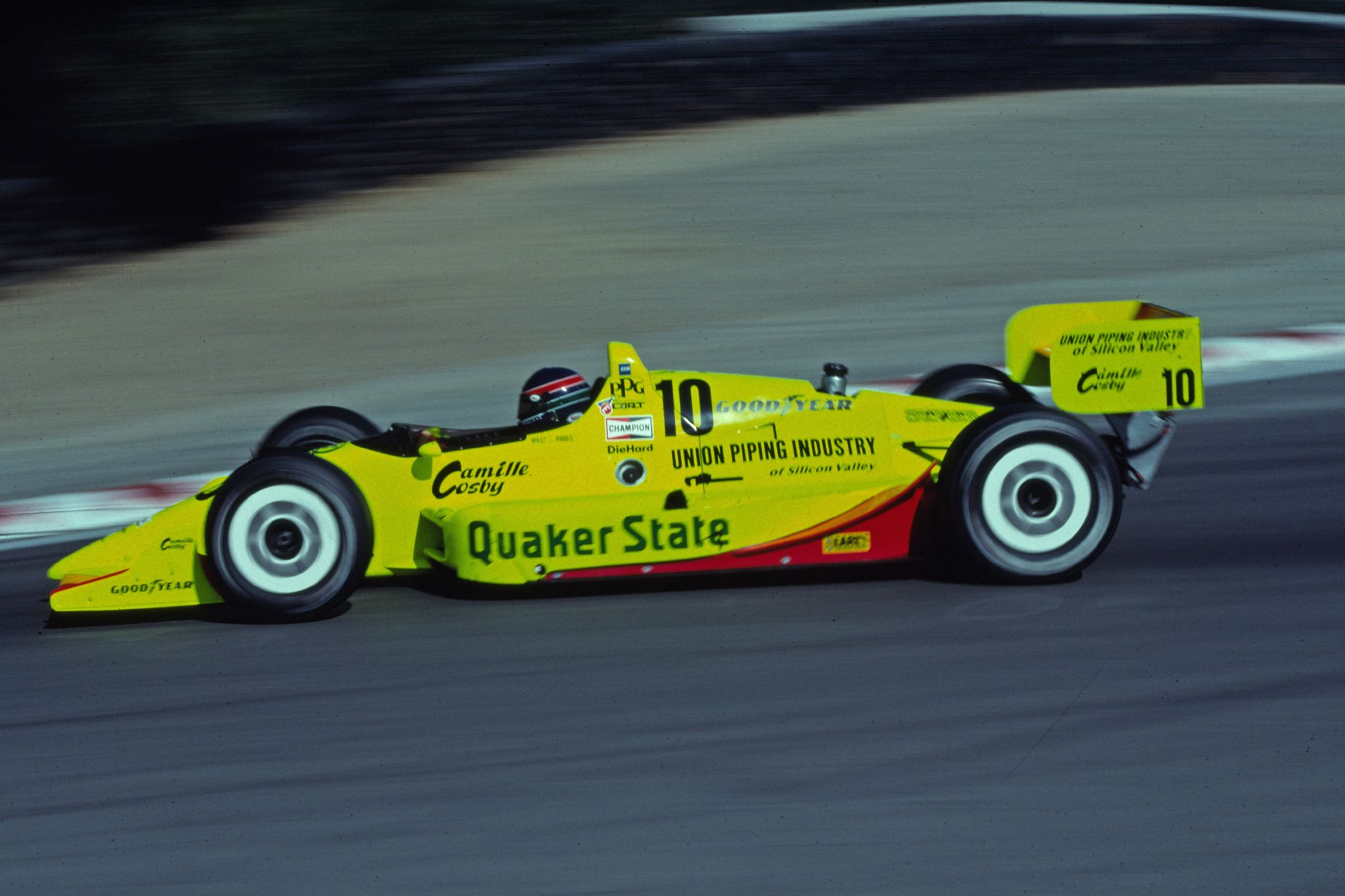
Willy T. Ribbs lors du Toyota Monterrey Grand Prix (Laguna Seca), en 1991.

En 1991, il tente une nouvelle participation aux 500 miles d'Indianapolis. Qualifié de justesse, il devient le premier pilote afro-américain à participer à cette course. Victime d'une casse moteur, il doit abandonner après cinq tours. Willy T. Ribbs participe une seconde fois aux 500 miles d'Indianapolis en 1993, où il termine cette fois-ci la course en 21e position. Sa discrète carrière en CART prend fin en 1994, année de sa dernière tentative ratée de qualification à Indianapolis.
Après de longues années sans courir, Willy T. Ribbs participe à une course d'IRL en 1999 mais termine dans le mur dès les premiers tours. En 2000, il retourne en Trans-Am Series, puis s'engage en NASCAR Truck Series en 2001. En 2011, il fonde sa propre écurie de course, Willy T. Ribbs Racing, pour participer à quelques course d'Indy Lights, l'antichambre de l'IndyCar. À 56 ans, il reprend même le volant pour le Grand Prix de Baltimore, où il se classe treizième de la course.
Après s'être retiré de la course automobile, il se consacre au tir sportif.

### Résultats aux 500 miles d'Indianapolis
| Année | Châssis | Moteur | Départ | Arrivée | Équipe        |
| ----- | ------- | ------ | ------ | ------- | ------------- |
| 1991  | Lola    | Buick  | 29     | 32      | Walker Racing |
| 1993  | Lola    | FordXB | 30     | 21      | Walker Racing |

## Dans la culture populaire
Dans le dessin animé de Disney Channel Cool Attitude, Penny Proud et ses amis fréquentent le Willy T. Ribbs Middle School.
En 2020, Netflix réalise un documentaire retraçant la carrière de Willy T. Ribbs, Uppity: The Willy T. Ribbs Story.